# Andrzej Szarmach
Andrzej Szarmach (Gdańsk, 3 oktober 1950) is een voormalig Poolse voetballer. Hij speelde tussen 1973 en 1982 in totaal 61 interlands voor het Pools voetbalelftal, waarin hij 32 keer scoorde.

## Interlandcarrière
Hij speelde in het Poolse nationale team tijdens de "gouden tijd" in de jaren zeventig, met Grzegorz Lato aan zijn rechterzijde, Robert Gadocha aan zijn linkerzijde, en Kazimierz Deyna in zijn rug. Szarmach, die van de afwezigheid van Włodzimierz Lubański profiteerde, was de leider van de Poolse voorhoede destijds, de beste van het WK 1974, met zestien goals.
Terwijl Lato topscorer werd met zeven doelpunten, maakte Szarmach, met vijf goals, indruk. Hij bevestigde zijn status twee jaar later bij de Olympische Spelen van 1976 in Montreal, met het winnen van de zilveren medaille en de titel van beste speler van het toernooi, met negen goals.

## Clubcarrière
De Poolse aanvaller had een Gallische techniek, en paste zich zo gemakkelijk aan bij AJ Auxerre. Hij won de harten van Guy Roux en van het Bourgondische publiek, door 1980 en 1985 94 keer te scoren. Na een korte periode bij Guingamp begon Szarmach met zijn carrière als manager, in het bijzonder het leiden van Clermont Foot Auvergne, en later Châteauroux in de tweede afdeling.

## Erelijst
Derde plaats op het WK in 1974.
- Winnaar zilveren medaille Olympische Spelen met Polen in 1976

| Logo van de Olympische Spelen | Goud | Zilver | Brons | Logo van de Olympische Spelen |
|                               | 0    | 1      | 0     |                               |